# Speeltoren (Monnickendam)

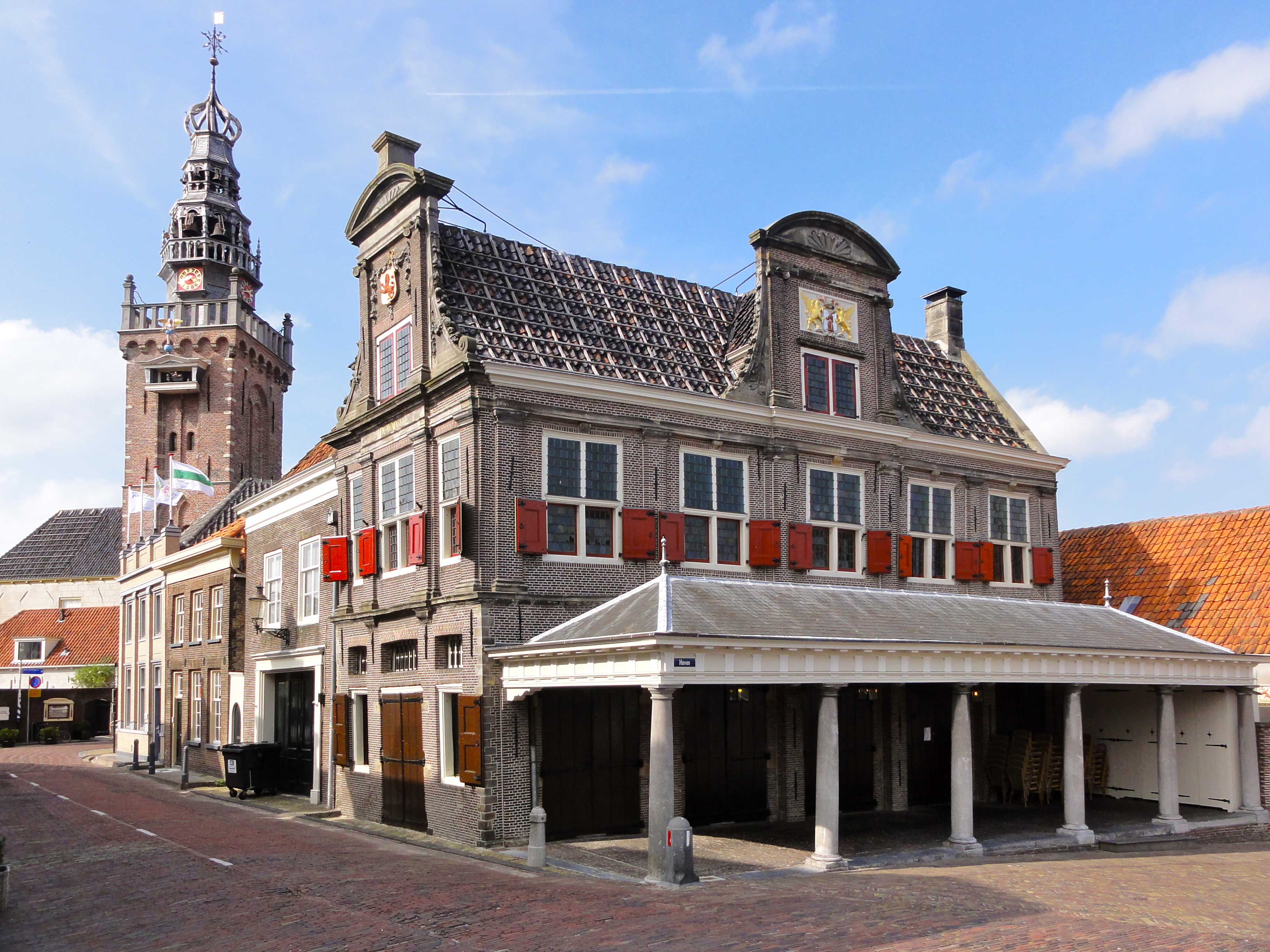
De Speeltoren van Monnickendam (2012)

De Speeltoren is de stadhuistoren van Monnickendam waarin zich het oudste met de hand bespeelbare carillon van Nederland bevindt.

## Bouw
Vermoedelijk is het onderste gedeelte van het bouwwerk een restant van de oude 14e-eeuwse parochiekerk. Met zijn ruim dertig meter telt de toren zeven verdiepingen. De houten bekroning van de toren werd gebouwd in de jaren 1591/1592 bij een nieuw stadhuis waar in 1658 nogmaals een nieuwe gevel voor werd gebouwd. In 1814 werd dit stadhuis gesloopt en vervangen door een poortje. Later bouwde men op die plaats een politiebureau waar sinds 1980 het museum 'De Speeltoren' is gevestigd; tegenwoordig het Waterlandsmuseum de Speeltoren. Het museum is gewijd aan de geschiedenis van Monnickendam en Waterland. Het torentje bleef zijn 16e-eeuwse gedaante houden tot op de huidige dag.

## Klokken
Het klokkenspel in de speeltoren is het oudste in Nederland wat met de hand te bespelen is op een hoofdzakelijk diatonisch stokkenklavier. Eigenlijk is het een voorslag waaraan een klavier is gemaakt. Voor de oriëntatie van de beiaardier ziet dit klavier er uit als chromatisch, maar van de boven toetsen is alleen de bes en de fis aangekoppeld aan een klepel in een klok. De uur-slagklok met slagtoon d1 werd gegoten door klokkengieter Thomas Both in 1591. Voor de slagen van het halve uur doet een lichtere klok gegoten in 1513 dienst met slagtoon Gis1 die werd gegoten door Geert van Wou met als compagnon Johan Schonenborch. Het carillon telt 15 klokken, die in 1595/1596/1597 grotendeels door de Mechelse klokgieter Peeter van den Ghein II gegoten werden. Verder is een van de klokken in de speeltoren vervaardigd door de in de Enkhuizer klokkengieterij werkzame klokgieter Antoni Wilkes in 1663. Bij een restauratie in 1931 werden twee kleine klokjes toegevoegd van Melchior de Haze uit 1687. In de 16e eeuw werden klokken zo veel als mogelijk op toon gegoten. Het klokkenstemmen werd pas een halve eeuw later uitgevonden door de gebroeders Hemony in Zutphen. Vandaar dat het spel niet heel zuiver klinkt.
Aan de noordzijde van de toren hangt nog een klokje van 50 kg, het zo genaamde zandklokje.

## Het uur- speel- en slagwerk
In de toren, op de vierde verdieping, staat een torenuurwerk dat naast elk kwartier een melodie op de speeltrommel als aankondiging, ook elk uur een ruiterspel in werking zet tijdens de uurslag. Het mechanische uur- slag- en speelwerk werd ook gemaakt in de 16e eeuw door Roeloff Othszn. 'Uurwerkmaker te Amsterdam op de Ossemarkt'.

## De faam
Een aan het uurwerk verbonden blaasbalgconstructie laat een faam (gevleugelde vrouwfiguur niet te verwarren met een engel) het aantal uren op een bazuin aangeven gelijktijdig met de uurslagen. Het is dezelfde faam die op een Friese staartklok voorkomt of als beeldje in tuinen en op poorten in de Zaanstreek zoals de kopie hiervan in de tuin van het binnenmuseum van het Zuiderzeemuseum in Enkhuizen.

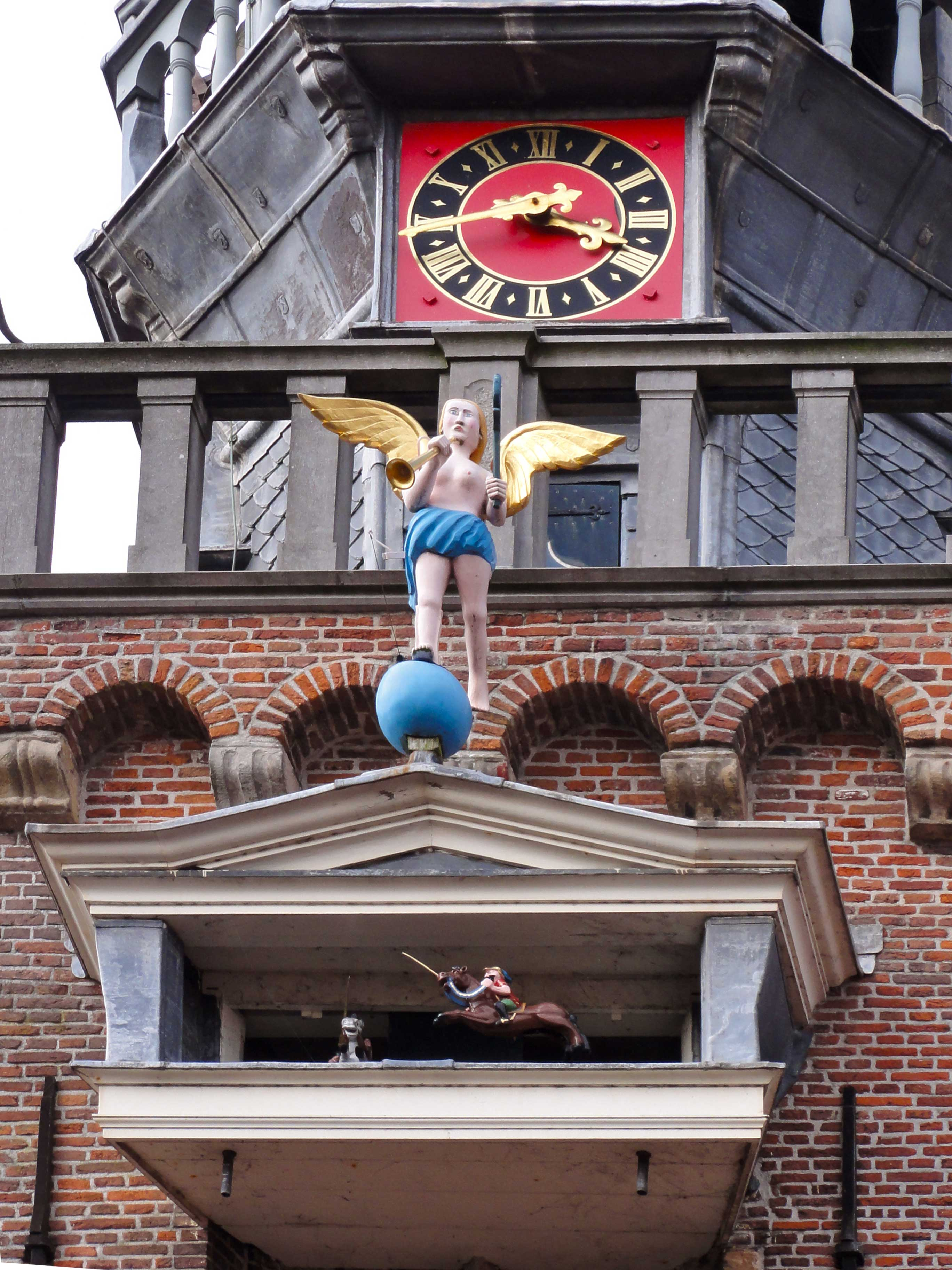
Ruiterspel met faam (gevleugelde vrouwfiguur) (2012)
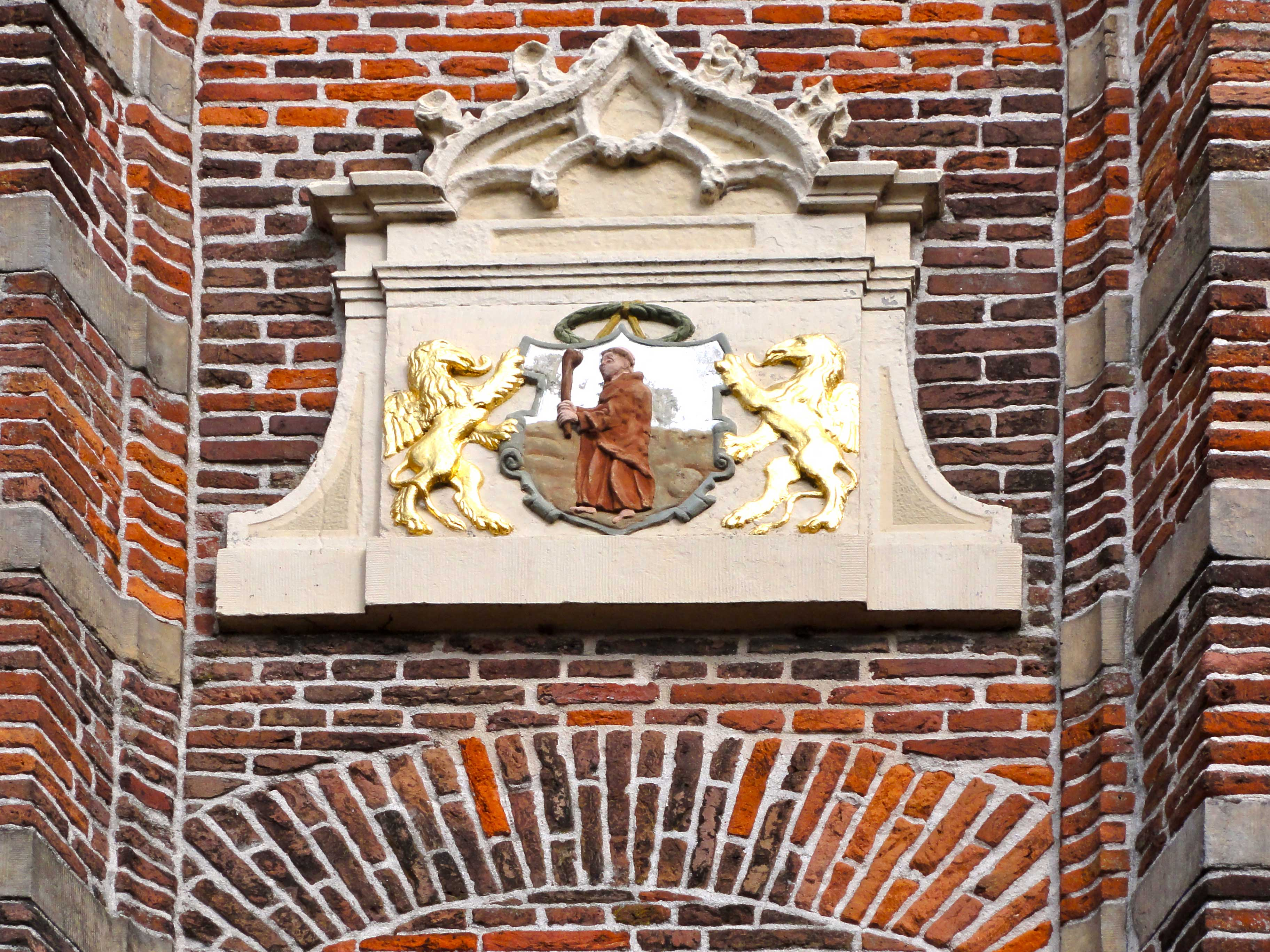
Het wapen van Monnickendam (2012)
- Polygoonjournaal uit 1953 over een door kinderen met Meccano gebouwde miniatuurversie van de Speeltoren, inclusief uurwerk en carrillon (01:29)